# The Fumes
The Fumes waren eine US-amerikanische Punkband aus Spokane, Washington.

## Geschichte
Die Band veröffentlichte ihr Debütalbum Knock Out the Axis 1993 über Empty Records in den Vereinigten Staaten. Über den Vertrieb EFA war das Album auch in Deutschland erhältlich. Drei Jahre später folgte – erneut via Empty Records – das Zweitwerk Self-Appointed Guardian of the Machine, das stilistische Nähen zu Bands wie New Bomb Turks und Zeke aufweist.
Das dritte Studioalbum Pure Bad Luck erschien über Scooch Pooch, für den Vertrieb zeichnete Epitaph Records verantwortlich. Im Review von Visions erhielt es 10 von 12 möglichen Punkten und wurde als Möglichkeit bezeichnet, die Wartezeit zu neuen Alben von Bands wie Zeke oder Puffball zu überbrücken.
Irgendwann nach der Veröffentlichung ihres letzten Albums Pure Bad Luck 1998 löste sich The Fumes auf. In den 2000er Jahren kam es zu vereinzelten Konzerten der Band, so 2005 in Spokane und 2006 in Seattle.

## Diskografie

### Singles und EPs
- 1991: Ways to Enjoy Life (7″, Empty Records)
- 1992: Tossin’ Plates and Forks (7″, Empty Records)
- 1995: Spine Tingling Excitement (Empty Records)
- 1995: Shucking Shells (7″, 4000 Holes)
- 1996: Flamethrower (7″, Trench Records)

### Alben
- 1993: Knock Out the Axis (Empty Records, EFA)
- 1996: Self-Appointed Guardian of the Machine (Empty Records)
- 1998: Pure Bad Luck (Scooch Pooch, Epitaph Records)